# (38066) 1999 FO19
1999 FO19 (asteroide 38066) é um asteroide da cintura principal. Possui uma excentricidade de 0.35135060 e uma inclinação de 3.66572º.
Este asteroide foi descoberto no dia 22 de março de 1999 por LONEOS em Anderson Mesa.